# Ђурђуц (Алба)
Ђурђуц (рум. Giurgiuț) насеље је у Румунији у округу Алба у општини Хореа. Oпштина се налази на надморској висини од 1038 m.

## Становништво
Према подацима из 2002. године у насељу је живело 96 становника, од којих су сви румунске националности.